# Valley Springs (Californie)
Pour les articles homonymes, voir Valley Springs.
Valley Springs est une census-designated place située dans le comté de Calaveras dans l'État de Californie, aux États-Unis.
La localité est située à l'intersection de la California State Route 12 (en) et de la California State Route 26 (en).
Elle est enregistrée comme le California Historical Landmark no 251.

## Démographie
| 2000  | 2010  | - | - | - | - |
| ----- | ----- | - | - | - | - |
| 2 560 | 3 553 | - | - | - | - |